# Горин-Горяйнов, Анатолий Михайлович
Анатолий Михайлович Го́рин-Горя́йнов (настоящая фамилия Горяйнов; 1 сентября 1850 — 5 декабря 1901) — русский актёр.

## Биография
В 1870 году окончил коммерческое училище. Неоднократно участвовал в любительских и полупрофессиональных спектаклях (Карлуша — водевиль «Булочная» Петра Каратыгина, Счастливцев в «Лесе» Александра Островского).
В 1880—1883 годах — актёр Александрийского театра (дебютировал в ролях: Платон — «Правда — хорошо, а счастье лучше» Островского, Карандышев — «Бесприданница», Хлопонин — «Злоба дня» Николая Потехина).
Через некоторое время, покинув структуру императорских театров, работал в частных петербургских клубах и пригородных театрах, играл в петербургских театрах Неметти и «Фарс», где был с 1896 года сам антрепренёром на паях с Симоном Сабуровым и другими артистами. Сам переводил пьесы с французского. Исполнял роли в популярных в те годы фарсах — «Дама от Максима», «Контролёр спальных вагонов», «Злой дух» и др. Выступал в провинции (антреприза Александры Дюковой в Харькове, «1-е Товарищество русских актёров» под руководством Модеста Писарева и Василия Андреева-Бурлака).
Роли: Счастливцев, Буланов («Лес»), Репетилов и Молчалин («Горе от ума»), Чеглов-Соковин («Горькая судьбина» Алексея Писемского) и др.
Сын — актёр театр и кино Борис Горин-Горяйнов (1883—1944).
Похоронен на Смоленском православном кладбище.